# Mathieu Robail
Mathieu Robail est un footballeur français né le 2 juin 1985 à Cambrai qui a évolué au poste de milieu de terrain.

## Biographie
Il peut évoluer attaquant mais est plus souvent utilisé comme milieu gauche. Mathieu Robail a un frère jumeau, Samuel Robail, lui aussi footballeur professionnel. En 1998, ils intègrent ensemble le pôle espoirs de Liévin, pour deux ans de préformation.
Du 17 au 20 février 2003, lui qui n'a jamais été sélectionné en équipe de France jeunes auparavant, participe à un stage de détection avec l'équipe de France des moins de 18 ans, au CTNFS à Clairefontaine, aux côtés notamment de Lassana Diarra, Mohamed Sissoko et Yannick Cahuzac.
Mathieu a marqué un but pour sa première titularisation en Ligue des champions contre l'AEK Athènes le 17 octobre 2006 avec le LOSC.
Il est surnommé le "Scholes du pauvre, et du Cambrésis" par les supporters lillois.
Au SC Bastia il a remporté consécutivement les titres de champion de National, puis de Ligue 2 en 2011 et 2012.
Le 19 juin 2012, il quitte le SC Bastia afin de signer un contrat de 3 ans avec le Nîmes Olympique tout juste promu en Ligue 2. Au terme de son contrat et 100 matchs disputés sous le maillot gardois, il ne trouve pas d'accord autour d'une prolongation et quitte le club.
Le 3 septembre 2015, il s'engage avec le CA Bastia

## Palmarès
Champion de France de National en 2011 et champion de France de Ligue 2 en 2012 avec le SC Bastia

## Statistiques
| Saison                | Club                  | Championnat           | Championnat | Championnat | Coupe nationale | Coupe nationale | Coupe de la Ligue | Coupe de la Ligue | Compétition(s) continentale(s) | Compétition(s) continentale(s) | Compétition(s) continentale(s) | Total | Total |
| Saison                | Club                  | Division              | M.          | B.          | M.              | B.              | M.                | B.                | Comp.                          | M.                             | B.                             | M.    | B.    |
| 2004-2005             | ES Wasquehal (prêt)   | National              | 17          | 3           | -               | -               | -                 | -                 | -                              | -                              | -                              | 17    | 3     |
| 2005-2006             | Lille OSC             | Ligue 1               | -           | -           | -               | -               | -                 | -                 | -                              | -                              | -                              | 0     | 0     |
| 2006-2007             | Lille OSC             | Ligue 1               | 10          | 0           | -               | -               | 1                 | 0                 | C1                             | 5                              | 1                              | 16    | 1     |
| 2007-2008             | Dijon FCO             | Ligue 2               | 28          | 2           | 5               | 0               | 1                 | 0                 | -                              | -                              | -                              | 34    | 2     |
| 2008-2009             | Dijon FCO             | Ligue 2               | 26          | 2           | 4               | 0               | -                 | -                 | -                              | -                              | -                              | 30    | 2     |
| 2009-2010             | Dijon FCO             | Ligue 2               | 11          | 0           | 2               | 0               | 2                 | 0                 | -                              | -                              | -                              | 15    | 0     |
| 2009-2010             | SC Bastia             | Ligue 2               | 16          | 1           | -               | -               | -                 | -                 | -                              | -                              | -                              | 16    | 1     |
| 2010-2011             | SC Bastia             | National              | 39          | 12          | 3               | 0               | 4                 | 0                 | -                              | -                              | -                              | 46    | 12    |
| 2011-2012             | SC Bastia             | Ligue 2               | 11          | 0           | 1               | 0               | 1                 | 0                 | -                              | -                              | -                              | 13    | 0     |
| 2012-2013             | Nîmes Olympique       | Ligue 2               | 35          | 2           | 3               | 1               | 1                 | 0                 | -                              | -                              | -                              | 39    | 3     |
| 2013-2014             | Nîmes Olympique       | Ligue 2               | 26          | 0           | 1               | 0               | 2                 | 0                 | -                              | -                              | -                              | 29    | 0     |
| 2014-2015             | Nîmes Olympique       | Ligue 2               | 31          | 3           | -               | -               | 1                 | 0                 | -                              | -                              | -                              | 32    | 3     |
| 2015-2016             | CA Bastia             | National              | 26          | 0           | 1               | 0               | -                 | -                 | -                              | -                              | -                              | 27    | 0     |
| 2016-2017             | Paris FC              | National              | 14+1        | 0           | 2               | 0               | 2                 | 1                 | -                              | -                              | -                              | 19    | 1     |
| 2017-2018             | Paris FC              | Ligue 2               | 1           | 0           | -               | -               | 2                 | 0                 | -                              | -                              | -                              | 3     | 0     |
| Total sur la carrière | Total sur la carrière | Total sur la carrière | 276         | 25          | 20              | 1               | 13                | 0                 | -                              | 5                              | 1                              | 314   | 27    |